# 国民革命军第九十六军
国民革命军第九十六军历史上3次组建。

## 杨虎城的陕军组建的第1个第九十六军
1936年西安事变后，杨虎城系的陕西警备旅改编为第177师，隶属第三十八军。1938年6月，第三十八军第177师与独立第47旅合编组建第九十六军，隶属第三军团，参加了武汉会战。
- 军长李中兴
- 第177师，师长李中兴兼/陈硕儒
- 独立第47旅，王镇华任旅长

1939年冬，该军隶属第四集团军，参加了1939年冬季攻势作战。1942年该军独立第47旅扩编为新编第14师，陈子坚任师长。1944年4月至1945年6月，参加了豫中会战、豫西鄂北会战和湘西会战。1945年6月该军和新编第14师被裁减，第177师转隶第三十八军。

## 何柱国骑兵第二军改编的第2个第九十六军
抗战胜利后，骑兵第二军开赴济南受降。1945年12月骑兵第二军改编为第九十六军，隶属第二十集团军。担负胶济路中段守备任务。
- 军长陈金城
- 参谋长张坪
- 暂编第12师：伪军赵保原部改编。师长赵保原。1946年6月，参加胶济路战役，赵保原战败自戕，山东省保安副司令晏子风继任师长。
- 暂编第14师：师长李鸿慈
- 暂编第15师：骑兵第3师改编。师长徐长熙

1947年7月该军改编为整编第45师，3个师依次改编为整编第211、212、214旅：
- 师长陈金城
- 参谋长李友尚[3]
- 整编第211旅，张忠中任旅长
- 整编第212旅，王安澜任旅长
- 整编第214旅，徐长熙任旅长

1947年9月该整编师在胶东战役中整211旅全部和整212旅一部被华东野战军歼灭，少将旅长张忠中被俘。战后重建第211旅，晏子风任旅长。
1948年2月，该师211、213旅调往济南；陈金城率212旅驻守潍县。1948年4月该整编师师直及212旅在胶济路中段战役中被歼。中将师长陈金城、少将参谋长李友尚被俘。

## 第3个第九十六军
1948年5月，整编第211、213旅在济南组建整编第2师，师长聂松溪（黄埔五期经理科、陆大正则班第九期、中央陆军军官学校驻鲁干部训练班教育长、第二十五军官总队中将总队长、第二绥靖区参谋长）。1948年6月聂松溪改任山东全省保安司令部副司令，晏子凤接任师长。1948年9月济南战役被歼。另在山东滕县以整编第212旅、整编第32师整编第141旅重建整编第45师，于兆龍任师长。
1948年9月，整编第45师恢复第九十六军番号：
- 军长于兆龍
- 副军长萧续武、金定洲
- 参谋长张光伟
- 第141师，萧续武兼/甫绍武
- 第212师，师长章毓金/荣英魁，副师长王丕廉

调往安徽蚌埠。1948年11月，该军编入李延年第六兵团参加徐蚌会战，战后，调安庆以南长江沿岸担任防御任务。1949年4月下旬渡江战役中，该军第141师在南逃过程中被歼，军部率领第212师及残部进入福建后改隶福州绥靖公署。副军长萧续武带一部分部队在永春起义。福州军事会议决定第一百零六军（军长王修身）并编入第九十六军，于兆龙留任军长。未及实施，2个军在福州战役中被歼。残部逃至厦门后在漳厦战役中又大部被歼，其余残部在福建永泰县投共。